# Meloidodera floridensis
Meloidodera floridensis är en rundmaskart. Meloidodera floridensis ingår i släktet Meloidodera och familjen Heteroderidae. Inga underarter finns listade i Catalogue of Life.